# جنگ‌های عثمانی در اروپا

امپراتوری عثمانی در زمان اوج

جنگ‌های عثمانی در اروپا یا جنگ‌های ترک‌ها در اروپا به سلسله نبردهایی گفته می‌شود که در قرن ۱۴ میلادی با توسعه امپراتوری عثمانی در اروپا آغاز و با فروپاشی آن در جنگ جهانی اول پایان یافت.